# August Gaul
August Gaul (Großauheim, 22 ottobre 1869 – Berlino, 18 ottobre 1921) è stato uno scultore tedesco.
La sua prima formazione avvenne nella nota Staatliche Zeichenakademie Hanau di Hanau, nella quale conobbe il professor Max Wiese, che lo sostenne nel trasferimento a Berlino, avvenuto nel 1888, due anni dopo il termine degli studi all'accademia, durante i quali Gaul lavorò in una fabbrica di argento. Qui proseguì gli studi artistici nello studio dello scultore Alessandro Calandrelli e frequentando dei corsi presso l'istituto di arti e mestieri della città, l'Unterrichtsanstalt des Kunstgewerbemuseums. Proprio lì egli vinse un biglietto gratuito per il Zoologischer Garten Berlin, il quale fece nascere in lui l'amore per gli animali esotici. È noto, infatti, che egli fosse uno dei più persistenti e regolari visitatori del giardino zoologico, visitandolo alle prime ore del mattino durante le quali disegnava. Da allora, la sua arte sarà principalmente dedicata alla scultura di animali.

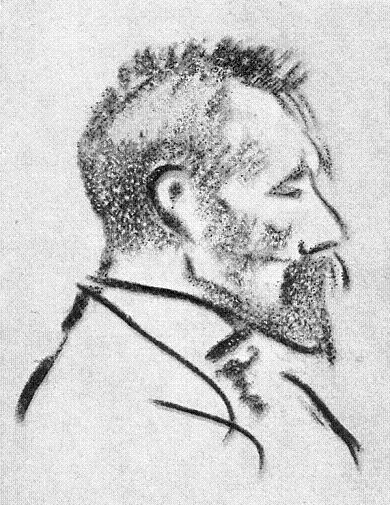
August Gaul ritratto da Heinrich Zille, 1929

Dal 1894 al 1898 lavorò presso lo studio del più grande scultore berlinese, Reinhold Begas, venendo coinvolto anche nella realizzazione del monumento nazionale all'imperatore Guglielmo nel castello della capitale. Durante un viaggio in Italia, vinto come borsa di studio nel 1897, entrò a far parte della cerchia di Adolf von Hildebrand.
Nel 1898 Gaul fu uno dei fondatori della Secessione di Berlino, un'associazione di artisti come Max Liebermann, Tuaillon Luigi e Walter Leistikow. Lavorò poi con Paul Cassirer, editore di Berlino e mecenate d'arte, con quale coltivò una profonda amicizia. Tra i loro amici più stretti, infatti, incluso Heinrich Zille e Ernst Barlach, ai due era stato dato il soprannome di "Paulchen e Gaulchen".
Gaul morì poco dopo la sua nomina a senatore presso l'Accademia delle Arti, e non rivestì mai ufficialmente la carica in questione.
Alcune delle sue sculture di animali possono essere visitate a Großauheim e ad Hanau, così come a Rochusplatz e davanti alla Schule am Brunnen (Scuola presso la fontana, che prende il nome proprio da una fontana di Gaul). August Gaul creò anche la scultura bronzea rappresentante un'aquila, oggi memoriale delle forze aeree sulla Wasserkuppe, nella Rhön. Nel 1911 venne collocata davanti al Renaissance-Theater di Berlino, la sua fontana delle anatre.
La sua tomba si trova presso il cimitero Friedhof Dahlem di Berlino.

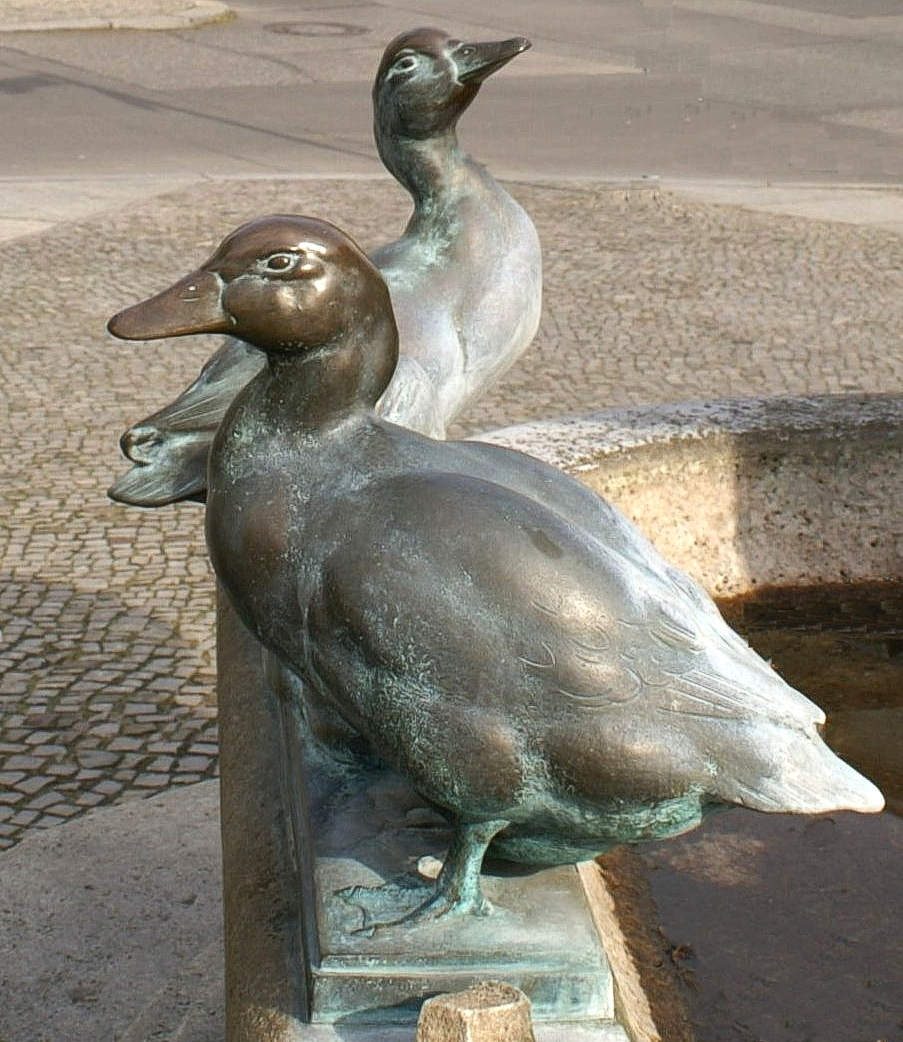
Berlin, davanti al Renaissance Theater
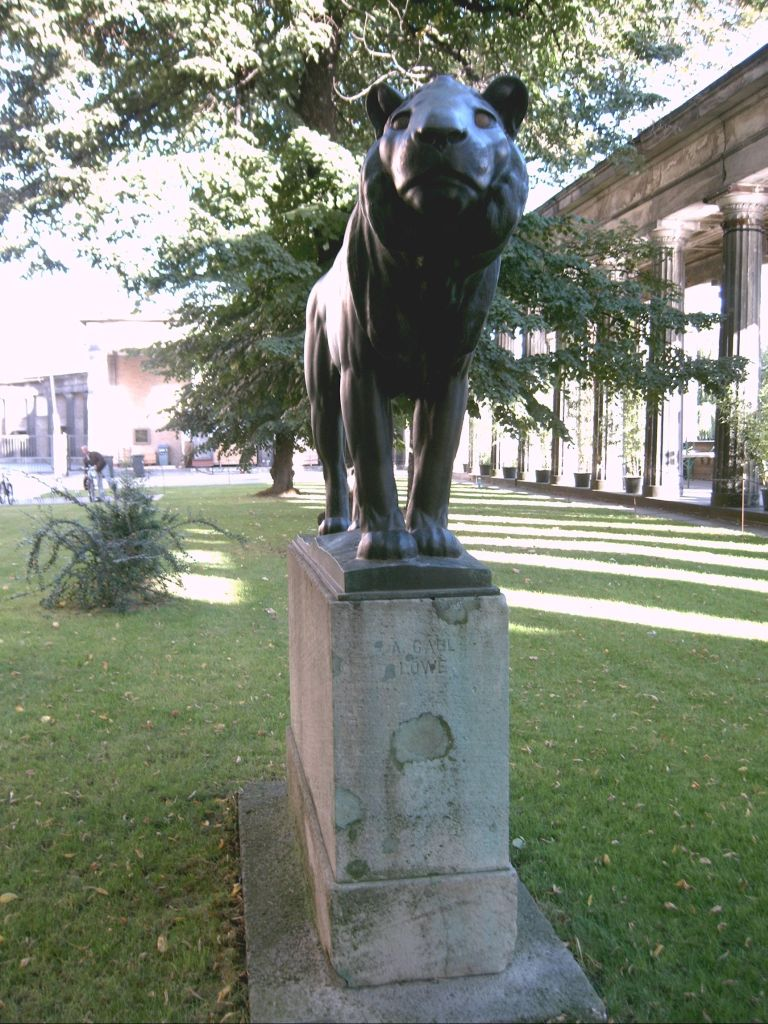
Berlino, Alte Nationalgalerie
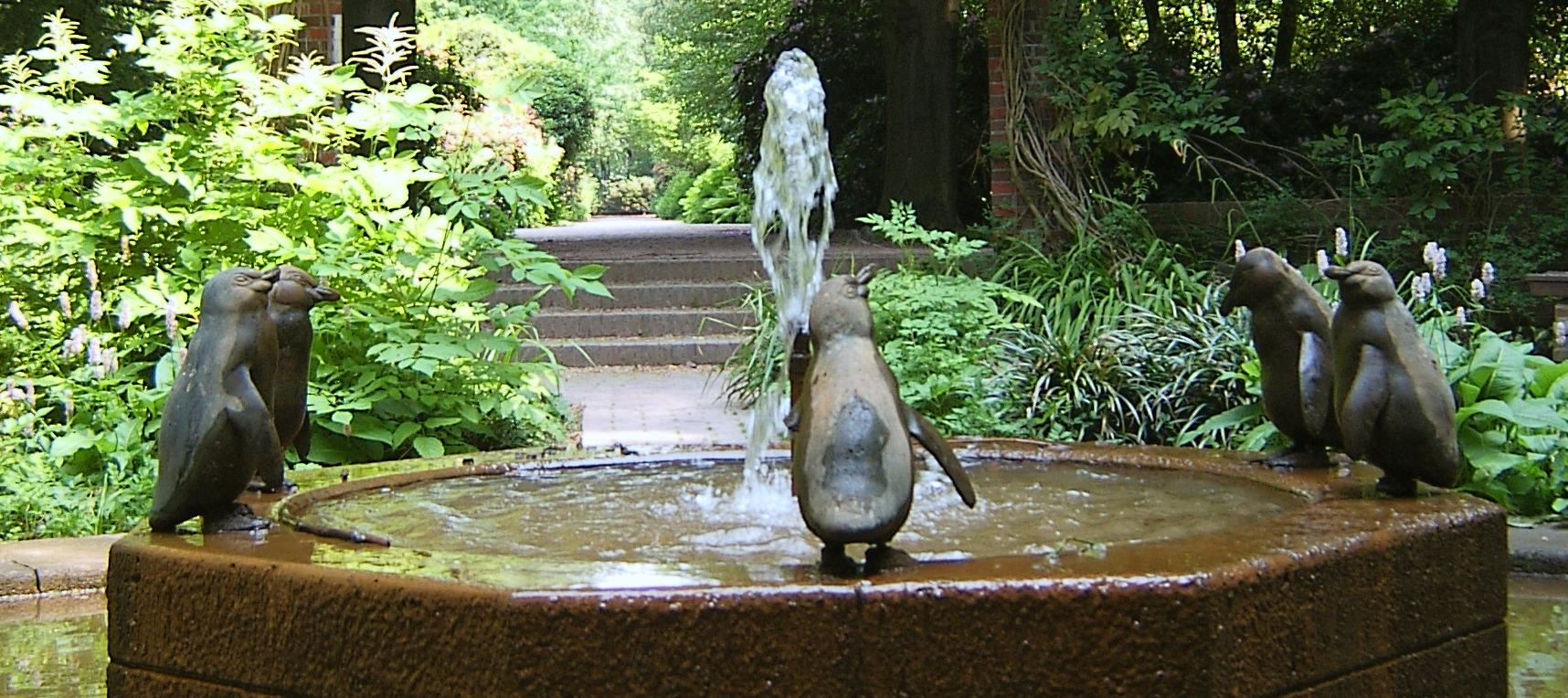
Amburgo, Stadtpark
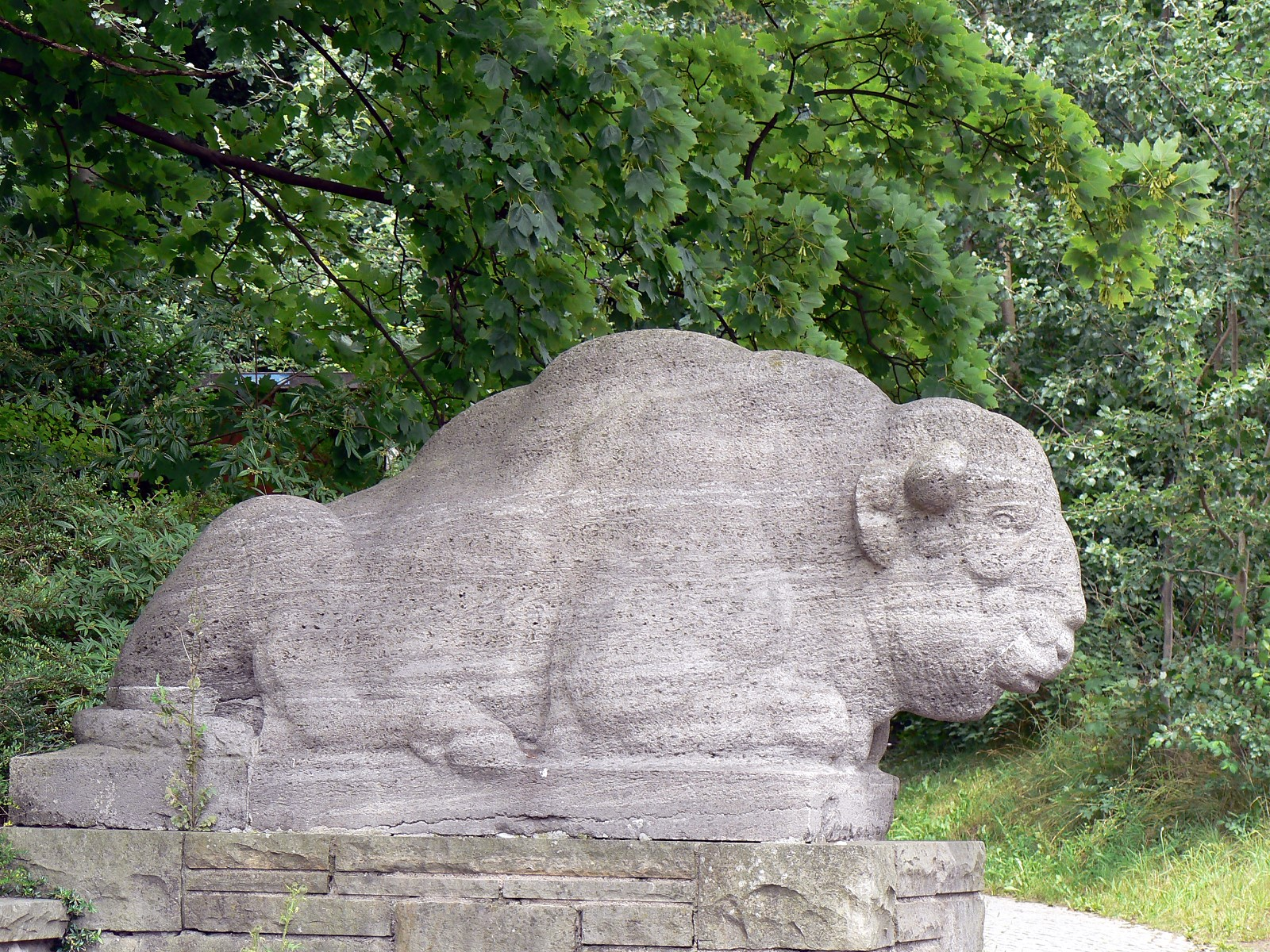
Wisente, Kunsthalle Kiel
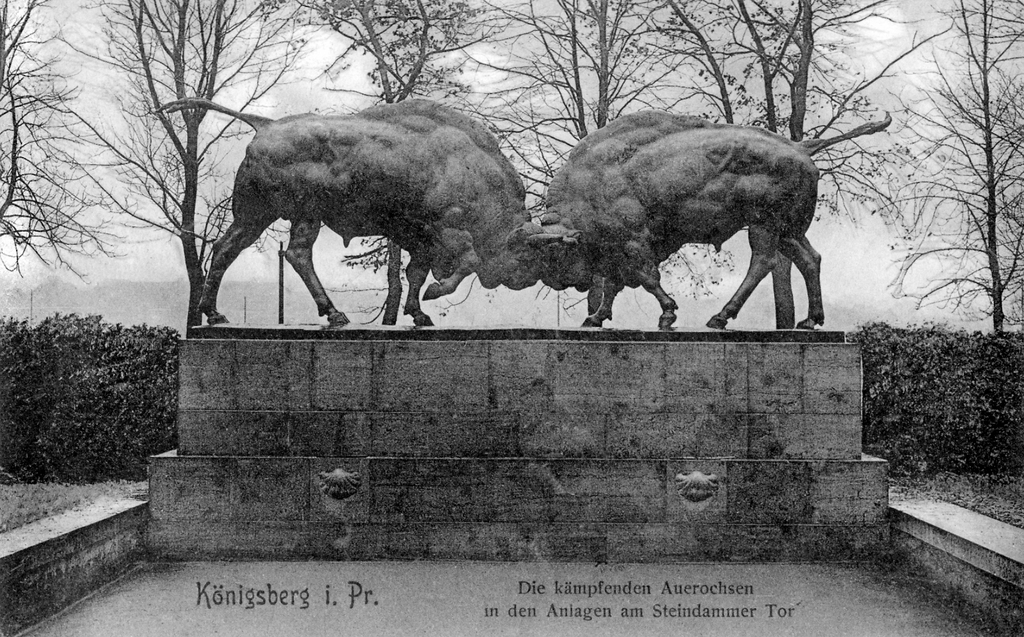
Kämpfende Auerochsen a Königsberg, 1912
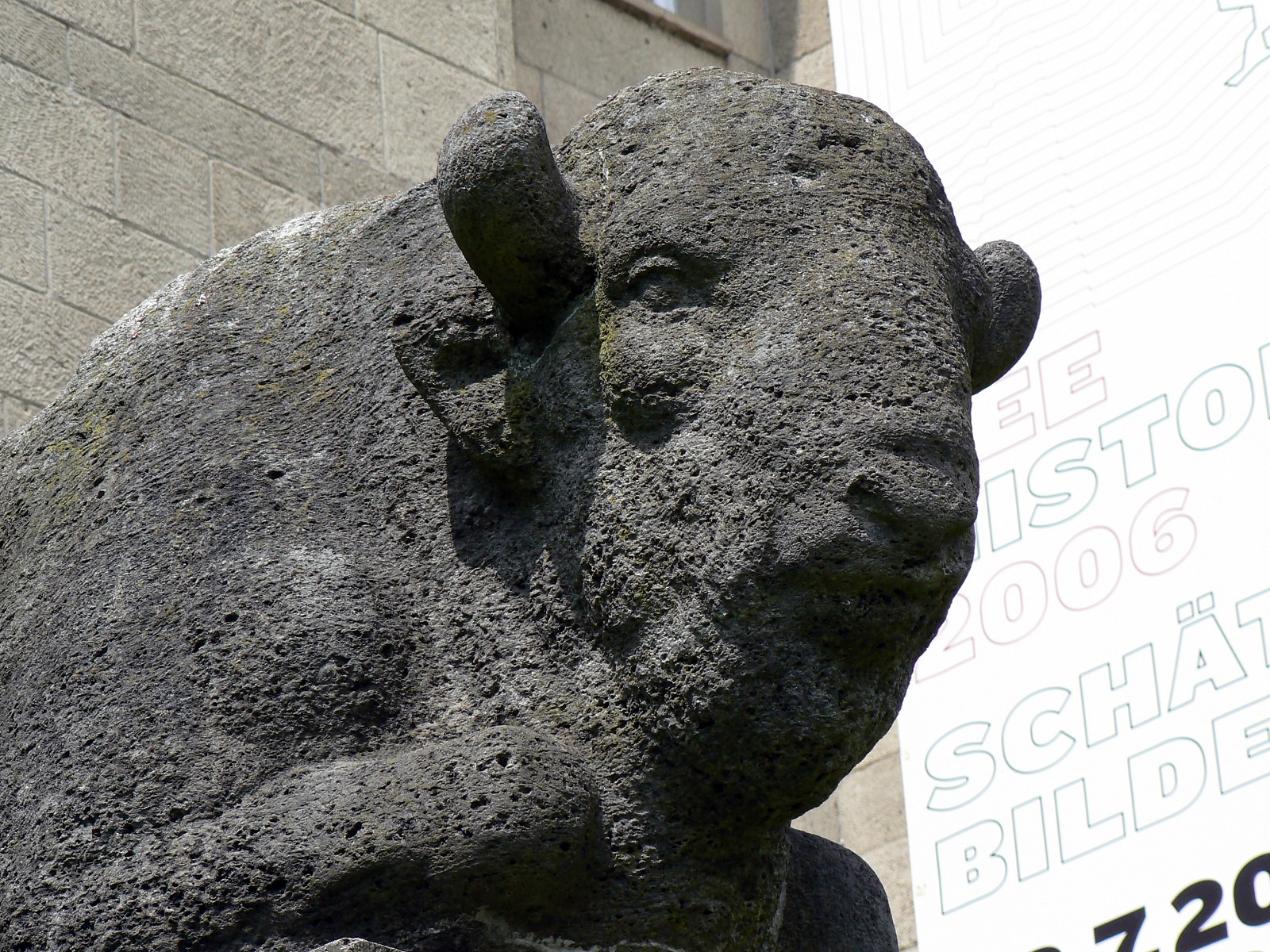
Wisente, Kunsthalle Kiel
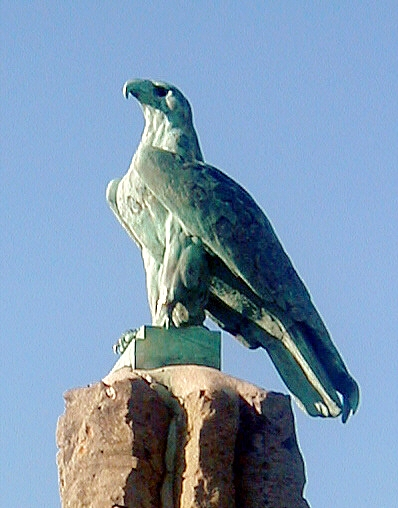
Scultura dell'aquila alle forze aeree presso Wasserkuppe